# Келинка Сабина
«Келинка Сабина» (каз. Сабина келін) — полнометражный фильм, вышедший на экраны Казахстана 27 ноября 2014 года.
Исполнителем главной роли в фильме является известный шоумен Нуртас Адамбаев. Фильм является продолжением телевизионного ситкома KZландия и повествует о судьбе городской девушки в условиях сельского замужества. 
10 июня 2015 года начались съёмки 2 части фильма. 2 части вышла на экраны «Келинка Сабина 2» 17 марта 2016 года. 19 марта 2020 года вышел 3 части «Келинка Сабина 3».

## Сюжет
Сабина — алматинская девушка, избалованная дочь богатых родителей. Вся её жизнь — это ночные тусовки и европейские бренды. Давняя мечта девушки — выйти замуж за арабского шейха Джонни и уехать из Казахстана в Дубай, чтобы жить на Jumeirah Beach. Но однажды жизнь Сабины резко меняется, и она попадает в аульский плен в посёлок Жугеры. Там красавица Сабина становится женой пастуха Жанибека и казахской келин. Отныне её новая мечта — сбежать из аула! Но не все так просто, Сабина познакомится с традициями, найдет новых друзей и настоящую любовь. 

## В ролях
- Нуртас Адамбаев — Карсыбаева Сабина
- Айнур Ильясова — Алтыншаш
- Ерлан Касымжанулы — Аташка
- Есжан Хамидуллин — Жанибек/Джонни
- Жан Избасар — Муха (Муж Алтыншаш)
- Алишер Орикбаев — Тракторист Нургали
- Токжан Таханова — Апашка
- Зарина Ева — подруга Сабины в городе[1]